# ثلم العصب الكعبري
ثلم العصب الكعبري أو الثلم الكعبري أو الثلم الحلزوني (بالإنجليزية: Radial sulcus)‏ أو (بالإنجليزية: musculospiral groove)‏ أو (بالإنجليزية: radial groove)‏ أو (بالإنجليزية: spiral groove)‏ هو انخفاض عظمي ، عريض ليس بضيق ، مائل حلزوني، ضحل ليس بالغائر العميق. يمر خلاله العصب الكعبري و الشريان العضدي العميق. يقع في وسط الحد الإنسي لعظم العضد.

## صور إضافية

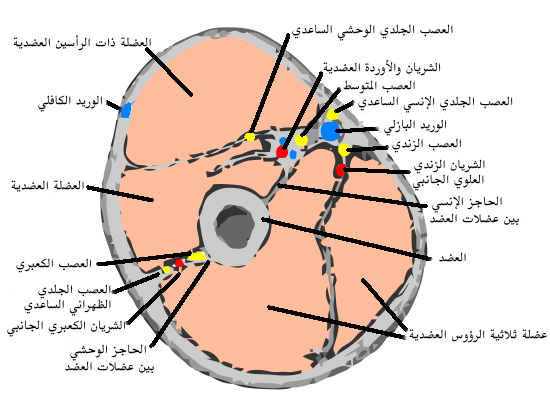
مقطع عرضي خلال منتصف العضد.
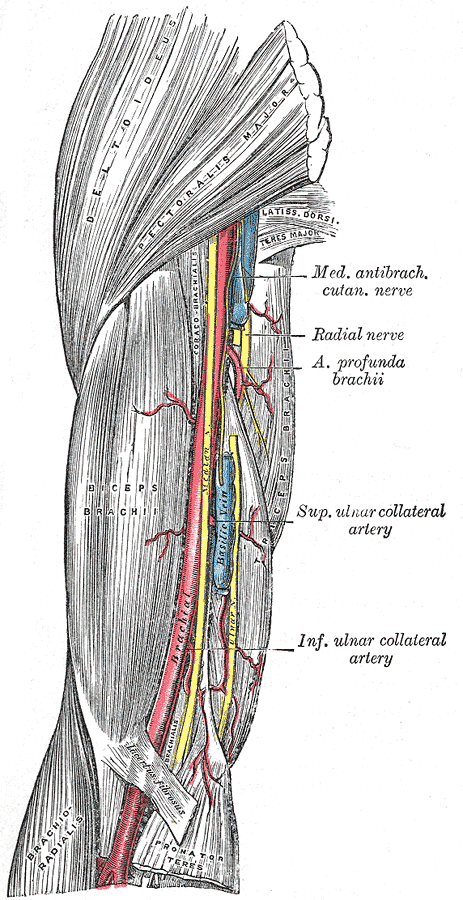
الشريان العضدي.
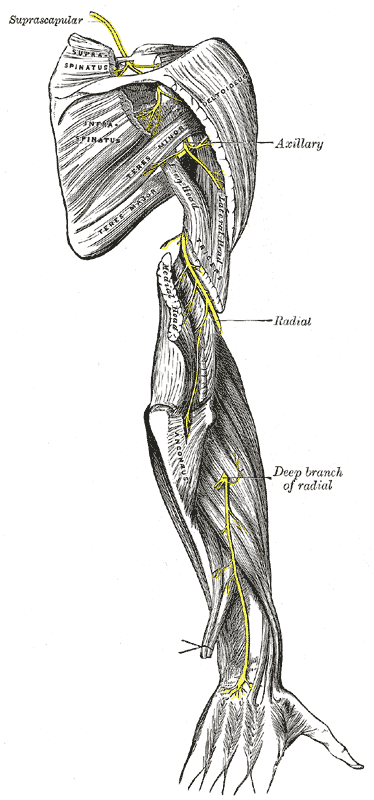
الأعصاب فوق الكتف : العصب الكعبري و العصب الإبطي.